# Martina Grunert
Martina Grunert (Lipsia, 17 maggio 1949) è un'ex nuotatrice tedesca, fino al 1990 tedesca orientale.

## Carriera
Fortemente specializzata nello stile libero e nei misti, ha vinto il titolo di campionessa europea sia sulla distanza dei 100m che 200m.

## Palmarès
- Europei

Utrecht 1966: oro nei 100m stile libero.
Barcellona 1970: oro nei 200m misti.